# Femme Fatale (groupe)
Pour les articles homonymes, voir Femme fatale (homonymie).
Femme Fatale est un groupe de rock indépendant canadien, originaire d'East York, en Ontario. 

## Biographie
Femme Fatale est formé en 2002 par Jesse F. Keeler et Robin Young, claviériste du groupe Black Cat #13. Il est formé comme septuor après la séparation de Black Cat #13.
Femme Fatale enregistre deux EP, dont un pour le label Ache Records, auquel sera publié le premier EP de Death from Above, Heads Up, l'autre groupe de Keeler. Leur EP From the Abundance of the Heart, the Mouth Speaks est réédité par Last Gang en 2004. Keeler produira ces trois EP avec un ami, Al Puodziukas (Al-P).
Bien qu'il soit considéré comme un projet solo de Keeler, les concerts sont effectués avec un groupe de sept musiciens. En studio par contre, Jesse joue tous les instruments (Sebastien Grainger est cependant crédité du jeu de percussions sur Fire Baptism), chante toutes les parties vocales et écrit l'intégralité des chansons de chaque disque. Il prétend qu'il œuvrera dans ce projet aussi longtemps qu'il restera dans le milieu musical. Il affirme qu'il s'agit d'un « journal de la vie écrite en chansons » (« journal of life written into songs »). Jesse travaillait également à la sortie d'un quatrième album de Femme Fatale, dont la date de sortie, qui ne se fera semblerait-il jamais, reste inconnue.

## Discographie
- 2002 : Fire Baptism (EP)[4]
- 2002 : As You Sow, So Shall You Reap (EP)[5]
- 2004 : From the Abundance of the Heart, the Mouth Speaks (EP)